# Asmodee (entreprise)
Pour les articles homonymes, voir Asmodée (homonymie).
Asmodee, anciennement Siroz Productions, Idéojeux puis Asmodée Éditions, est un éditeur de jeux fondé en 1986. Il édite et distribue principalement des jeux de sociétés, jeux de cartes à collectionner et des jeux de rôle.
Tout d'abord spécialisée par ses fondateurs dans le jeu de rôle, la société s'ouvre un marché plus important en se tournant durant les années 1990 vers le jeu de société (Jungle Speed) et le jeu de cartes à collectionner (Pokémon Trading Card Game). Aujourd'hui, la société fait des party games une de ses spécialités.
À partir de 2007, après avoir acquis un catalogue de jeux assez important, et bénéficiant de l'investissement d'un fonds de placement, elle entame un développement qui lui fait atteindre en 2012 la deuxième place du marché français. Reprise par le fonds Eurazeo à la fin de l'année 2013, elle devient alors no 1 du jeu en France, et s'étend au niveau international par la fusion ou l'acquisition d'autres acteurs de l'édition ou de la distribution en Amérique du Nord ou en Europe. Elle s'étend également, via ses filiales, jusqu'au marché asiatique.
En 2018, Asmodee est cédé au fonds PAI partners.
Le 17 janvier 2022, PAI Partners a conclu un accord d'achat avec Embracer Groupe pour 2,75 milliards d'euros.

## Historique

### Avant Asmodee
La société Siroz Productions est fondée en 1986 par Nicolas Théry et Eric Bouchaud, tous deux membres d'un club de jeux de Viroflay, dans les Yvelines. Elle est spécialisée au départ dans le jeu de rôle, notamment à travers la première création de ses fondateurs, Zone, puis par les autres jeux lancés, grâce notamment au travail de certaines de leurs connaissances, comme Croc. Parmi les jeux édités entre 1988-1989 figurent la gamme Universom, Berlin XVIII, Whog Shrog et Athanor.
Fin 1989, la société est toutefois en dépôt de bilan ; mais l'équipe relance une nouvelle société grâce au jeu In Nomine Satanis/Magna Veritas de Croc, qui devient un incontournable du genre, poussant son éditeur à la troisième place du marché. La société s'appelle désormais Idéojeux, puis elle change à nouveau de nom sous l'impulsion de son président, Marc Nunès, pour devenir Asmodée Éditions le 1er mars 1995.

### Après 1997
En 1997, la société acquiert le jeu Jungle Speed, ce qui lui ouvre les portes des chaînes spécialisées. À partir de 2003, Asmodee édite également la version française de jeu de cartes à collectionner Pokémon, édité en version originale par The Pokémon Company International (anciennement Pokemon USA Inc jusqu'en 2009), alors en perte de vitesse. Distributeur exclusif sur le marché français, Asmodee relance le jeu en France métropolitaine, dépassant la dizaine de millions d'exemplaires vendus[réf. souhaitée].
La société rachète Jeux Descartes (la maison d'édition et les boutiques) en septembre 2004[réf. souhaitée].
En 2007, le président d'Asmodee, Marc Nunès, sollicite le fonds d'investissement Montefiore Investment afin de recourir au capital-investissement pour se développer à l'international. Montefiore organise donc un achat à effet de levier pour 40 millions d'euros, et l'entrée dans le capital de la société se concrétise à la fin de l'année[réf. nécessaire].
À partir de 2007, Asmodee lance une série de rachats, et ouvre deux filiales en Chine et aux États-Unis. La moitié de son activité s'effectue en 2014 hors de France, le but étant alors d'augmenter encore cette part. En 2014, la société possède huit filiales dans le monde : Allemagne (créée en 2007), Benelux (2007), Canada, Chine (2013), Espagne (2009), États-Unis (2007), France et Royaume-Uni (en devenant l'actionnaire majoritaire d'Esdevium Games en 2010). À l'automne 2010, Asmodee reprend le jeu de stratégie Abalone.
En 2012, la société est deuxième du marché du jeu en France (17,4 % de parts de marché contre 11 % en 2011), derrière Hasbro mais devant Mattel. À la fin de l'année 2013, elle devient no 1 (avec 24 % du marché), leader de la distribution et de l'édition de jeux de sociétés, et également leader des cartes à collectionner (qui représentent un quart de son chiffre d'affaires en 2011. Le jeu Dobble notamment, en tête des ventes en 2013, le reste en 2014, le jeu étant vendu à deux millions et demi d'exemplaires.
En novembre 2013, Asmodee est rachetée (83,5 % des parts) à Montefiore par le fonds d'investissement Eurazeo. La valeur de l'entreprise étant estimée alors à 143 millions d'euros par le fonds, qui s'est associé aux fondateurs et à la direction pour cette opération[réf. souhaitée].
Fin 2013, Asmodee lance une filiale spécialisée dans le jouet, Kanaï Kids.
En 2014, Asmodee reprend la distribution française de la marque Canal Toys.
Fin août 2014, le groupe Asmodee rachète l'éditeur français Days of Wonder (éditeur notamment des Aventuriers du rail), dont Asmodee distribuait les jeux en France depuis 2004. Le 17 novembre 2014, elle fusionne avec l'éditeur américain Fantasy Flight Games, qui exploite en Amérique du Nord les licences Star Wars, Le Seigneur des anneaux, Civilization et Battlestar Galactica. La bonne santé d'Asmodee permet d'ailleurs au fonds Eurazeo d'enregistrer une forte hausse de ses revenus début 2015. La société fait alors des party games — jeux d’ambiance aux parties courtes et rythmées — une de ses spécialités[réf. souhaitée]. Son président, Stéphane Carville, fixe dans un entretien avec le magazine Décideurs les futurs axes de stratégie : porter de 50 % à 70 % la part des activités internationales, et devenir une référence mondiale des jeux de société.
Le 5 mars 2015, Asmodee rachète l'éditeur italien Asterion, qui était déjà le distributeur d'Asmodee en Italie. Dans le même temps, l'éditeur belge Pearl Games rejoint les studios Asmodee.
Le 27 janvier 2016, Asmodee annonce l'acquisition de Bergsala Enigma, leader de la distribution de jeux de société et de cartes à collectionner en Europe du Nord (Danemark, Suède, Norvège, Finlande) et aux Pays-Bas. Quelques mois plus tard, Asmodee annonce être entré en relation exclusive avec le Canadien F2Z Entertainment (Z-Man Games, Plaid Hat Games et Filosofia).
Fin 2016-début 2017, Asmodee achète Edge Entertainment. En juillet 2018, Eurazeo cède Asmodee, dans une procédure par achat à effet de levier, pour 1,2 milliard d'euros, à PAI Partners, devant BC Partners, Cinven, Ares et Kirkbi (de), ; la cession n'est effective qu'en fin d'année, après consultation de l'autorité de la concurrence.
Les rachats en 2019 du site d'actualité Trictrac.net et de la plate-forme de jeux en ligne Board Game Arena, et en 2020 du site de vente en ligne Philibert permettent selon le site LudoVox à Asmodee d'effectuer une intégration verticale, du studio de développement à la vente au détail. Selon Libre Service Actualités, cela permet également à Asmodee d'accroître la mise en ligne de ses jeux et leur notoriété.
En janvier 2020, Asmodee acquiert Repos Production, avec qui elle était déjà en partenariat pour distribuer ses jeux. Repos Production édite notamment les jeux Time's Up ainsi que 7 Wonders et Concept. En juillet 2020, Asmodee annonce l'acquisition de Libellud, éditeur de jeux de société notamment de Dixit. En mars 2021, Asmodee annonce l'acquisition de Plan B Games, éditeur notamment du jeu Azul. Asmodee Digital change de nom en mars 2022 pour devenir Twin Sails Interactive.
En décembre 2021, Asmodee est acquis par Embracer pour 2,75 milliards d'euros. Asmodee deviens alors le neuvième groupe opérationnel d'Embracer.
En janvier 2025, Asmodee redevient indépendant après la scission d'Embracer en plusieurs entités. Asmodee est coté sur le Nasdaq Stockholm en février 2025.

## Catalogue de jeux de société
En 2012, Asmodee possède un catalogue de plus de 500 jeux.

### Jeux développés par Asmodee
- Élixir, 1997, Sylvie Barc, Frédéric Leygonie, Juan Rodriguez
- Oh ! les nains, 1997, Philippe des Pallières
- Fantasy, 2001, Sylvie Barc
- La Guerre des moutons, 2002, Philippe des Pallières,
- De l'Orc pour les braves, 2003, Alan R. Moon, Bruno Faidutti
- Dungeon Twister, 2004, Christophe Boelinger
- La Fièvre de l'or, 2004, Bruno Cathala, Bruno Faidutti
- Toc Toc Toc !, 2004, Gwénaël Bouquin, Bruno Faidutti
- Mission : Planète rouge, 2005, Bruno Cathala, Bruno Faidutti
- Objets trouvés, 2005, Philippe des Pallières,
- Time's Up!, 2005, Peter Sarrett,
- Carrousel, 2006, Max Gerchambeau
- Du Balai !, 2006, Serge Laget, Bruno Cathala,
- Bakong, 2009, Antoine Bauza
- Claustrophobia, 2009, Croc
- Buzz It, 2010, Reiner Knizia, René-Jacques Mayer, Patrick Scharnitzky
- Timeline Challenge, 2015, Frédéric Henry, Cyrille Demaegd

### Jeux repris par Asmodee
Les jeux listés ci-dessous sont les jeux dont Asmodee a acquis les droits mondiaux :
- Formula D, 1991, NE 2008, Éric Randall, Laurent Lavaur (première édition Ludodélire)
- Camelot, 1993, NE 2002, Reiner Knizia (adaptation française de Attacke - 1993)
- Jungle Speed, 1995, NE 1997, Thomas Vuarchex, Pierric Yakovenko (Asmodee est l'éditeur depuis 1997)
- Chromino, 2001, NE 2009, Louis Abraham (première édition Piatnik)
- Evo, 2001, NE 2011, Philippe Keyaerts (première édition Jeux Descartes)
- Dobble, 2009, Denis Blanchot (première édition Play Factory, Asmodee a racheté les droits mondiaux en 2015)
- Timeline, 2010, Frédéric Henry (première édition Hazgaard Editions)

### Jeux traduits par Asmodee
Les jeux listés ci-dessous sont les jeux dont Asmodee ne détient (ou n'a détenu) les droits que pour des versions traduites :
- Diplomacy, 1959, VF 2006, Allan B. Calhamer (réédition)
- Car Wars, 1981, VF 1990, Chad Irby, Steve Jackson (VF par Croc)
- The Island, 1982, NE 2012, Courtland Smith
- Stupide vautour, 1988, VF 2001, Alex Randolph (reprise du jeu paru en 1988)
- Gang of Four, 1990, VF 2001, Lee F. Yih (repris en 2002 par Days of Wonder), As d'or Jeu de l'année  1997
- Maharaja, 2004, VF 2005, Wolfgang Kramer, Michael Kiesling, Nederlandse Spellenprijs  2004
- Robotory, 2006, VF 2009, Susumu Kawasaki
- Level Up, 2007, VF 2010, Collectif
- Duplik, 2009, Wiliam P. Jacobson , Amanda A. Kohout, As d'or Jeu de l'année  2010
- Snow Tails, 2009, The Lamont Brothers
- Blitz (Anomia), 2010, VF 2013, Andrew Innes

### Quelques jeux d'éditeurs partenaires distribués par Asmodee
Lui-même :
- Les Loups-garous de Thiercelieux, 2001, Hervé Marly, Philippe des Pallières, Sceau d'excellence Option consommateurs 2003

La Haute Roche :
- Capharnaüm, 2004, Sylvie Barc (édité par La Haute Roche)

À supprimer[C'est-à-dire ?] :
- Tempête sur l'échiquier, 1989, Pierre Cléquin, Bruno Faidutti (édité par Ludodélire en 1989 et par Variantes en 1996, 2006, et 2014)

## Autres jeux distribués

### Jeux de cartes à collectionner
- Les cartes Intervention Divine, distribution pour la société Halloween Concept.
- Les cartes Pokémon, distribution pour la société The Pokémon Company.
- Les cartes Legend of the Five Rings (Le Livre des cinq anneaux), de 2001 à fin 2003. Asmodee relayait la société Alderac Entertainment Group dans la distribution et le support du célèbre JCC en France, ainsi que dans l'organisation d'événements majeurs (Kumite 2002[36]). Asmodee mit un terme à cette collaboration courant 2003 car la qualité du support nécessitait trop d'investissement[réf. nécessaire].

### Jeux de figurines
- HeroClix, 2002, jeu américain créé par WizKids (version américaine distribuée en France non traduite).
- HorrorClix, 2006, jeu américain créé par WizKids (version américaine distribuée en France non traduite).
- Hell Dorado

### Jeux de rôle
Asmodee cesse de distribuer directement des jeux de rôles en 2008, mais continue à publier des jeux de rôle à travers ses filiales comme Fantasy Flight Games et Edge Studio . Auparavant, la société a distribué les jeux suivants :
- Athanor, le Terre des mille mondes (épuisé)
- Berlin XVIII (épuisé)
- Bitume (épuisé)
- Bloodlust
- C.O.P.S.  (épuisé)
- Donjons et Dragons 3e édition.
- GURPS
- Heavy Metal
- In Nomine Satanis/Magna Veritas  (épuisé)
- Le Livre des cinq anneaux
- Nightprowler
- Scales (épuisé)
- Les Secrets de la septième mer (épuisé)
- Universom (épuisé)
- Whog Shrog (épuisé)
- Zone (épuisé)

## Récompenses obtenues
- 1997 :
  - As d'or Jeu de l'année du festival international des jeux pour Gang of Four
- 2003 :
  - As d'Or pour La Guerre des moutons
- 2005 :
  - Prix du public du Jeu de Saint-Herblain pour Objets trouvés
- 2006 : 
  - As d'Or pour Time's Up! (édité par Repos Production)[3]
- 2007 : 
  - As d'Or pour Du balai ![3]
- 2010 :
  - Spiel des Jahres pour Dixit (édité par Libellud)[3]
  - As d'Or pour Identik[3]
- 2012 :
  - As d'Or pour Takenoko[3]
- 2013 :
  - Spiel des Jahres pour Hanabi (édité par Cocktail Games)[3]

- 2014 :
  - As d'Or pour Concept (édité par Repos Production)[13]
  - Grand prix du jouet catégorie "Jeu de société" pour Concept (édité par Repos Production)[13]
  - Grand prix du jouet catégorie "Jeu de réflexe" pour Blitz[3]
  - Grand prix du jouet catégorie "Jeu d'action" pour La Guerre des œufs[3]
  - As d'Or "prix du jury" pour Les Bâtisseurs (édité par Bombyx)[3]

- 2015 :
  - As d'Or catégorie "Jeu de l'année" pour Colt Express (édité par Ludonaute)
  - As d'Or catégorie "Grand prix" pour Five Tribes (édité par Days of Wonder)
  - As d'Or catégorie "Prix du jury" pour Loony Quest (édité par Libellud)[37]

- 2016 :
  - As d'Or catégorie "Jeu de l'année" pour Mysterium (édité par Libellud)
  - As d'Or catégorie "Expert" pour Pandemic Legacy (édité par Filosofia)[38]